# 六合丛谈

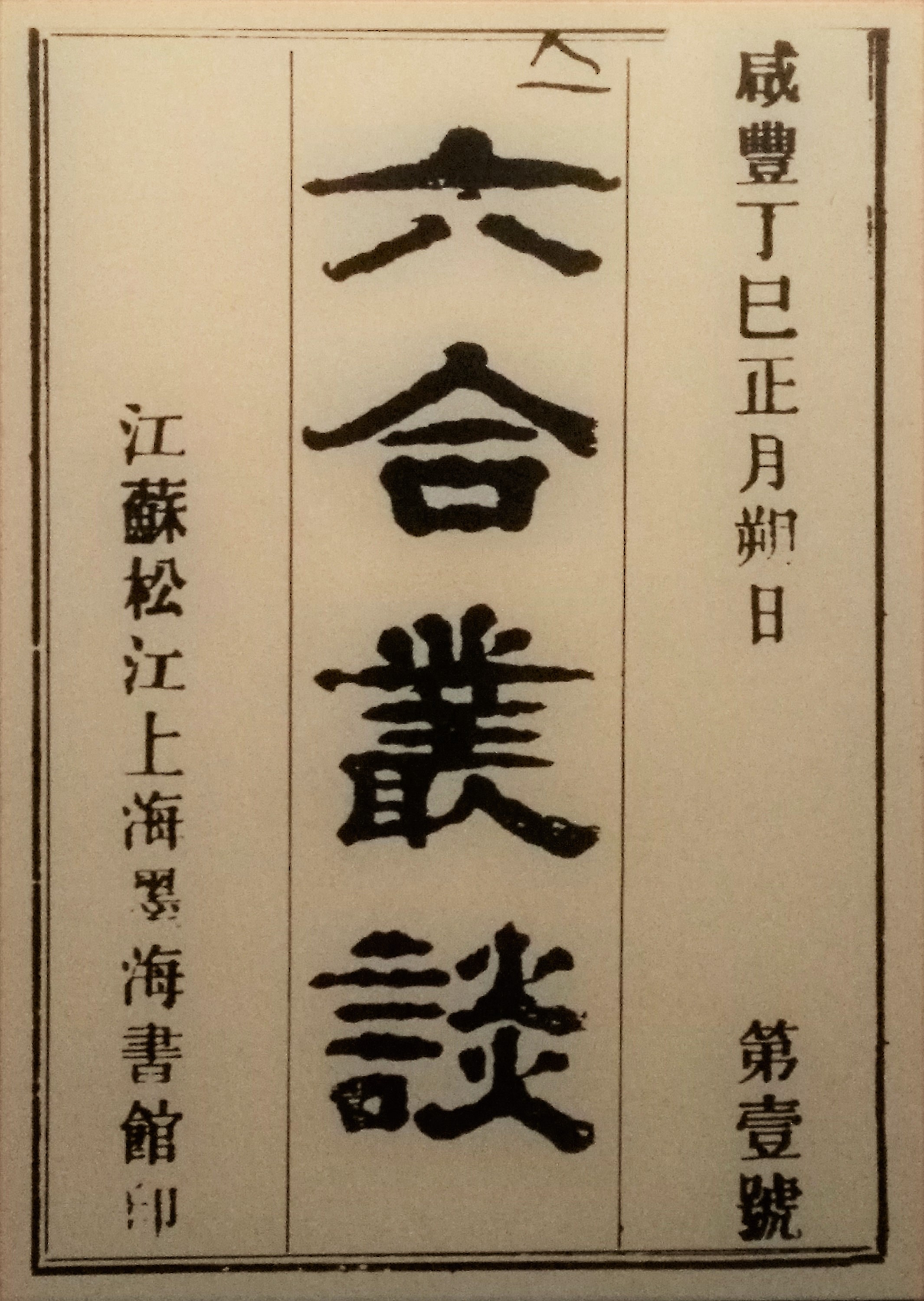
《六合丛谈》第一号封面

六合丛谈与1857年1月26日(咸丰七年正月朔日)上海创刊。上海第一家华文近代报刊。

## 历史
1843年伦敦布道会的传教士们在上海开埠后陆续前来，10年后洋人在华环境相对宽松，《六》由麦都思在上海所创墨海书馆负责，主编亚历山大·韦烈亚力(Alexander Wylie)。在阐述其宗旨时说“今予著《六合丛谈》一书，亦欲通中外之情，载远近之事，尽古今之变。见闻所逮，命笔志之，月各一编，罔拘成例。务使苍穹之大，若在执掌；瀛海之遥，如同衽席。”
虽然六合丛谈创办于上海，但其目标却已经定向了全国，尤其是当时的五个通商口岸。韦烈亚力说：“通商设教，仅在五口，而示人足迹为至者，不知凡几，兼以言语各异，政化不同，安能使之尽明吾意哉？是以必须书籍以通其理，假文字以达其辞。”
但六合丛谈发行并未持续多久，一年多便告停刊。